# Лавлэйс (фильм)
«Ла́влэйс» (англ. Lovelace) — американская биографическая драма режиссёров Роба Эпштейна и Джеффри Фридмана о знаменитой порноактрисе Линде Лавлейс. Мировая премьера фильма состоялась 22 января 2013 года на кинофестивале «Сандэнс».

## Сюжет
Фильм повествует историю жизни одной из самых известных порноактрис Линды Лавлейс, известность которой принесли три части фильма «Глубокая глотка». После фильма она всю свою жизнь посвятила борьбе за права женщин.
Фильм состоит из двух частей, хронологически повторяющих друг друга. Первая — «прилизанная», почти глянцевая история симпатичной девушки, «любившей секс» и без особых усилий ставшей культовой порнозвездой. Вторая — то, что оставалось «за кадром» в первой части: сексуальное насилие и рукоприкладство со стороны мужа Линды, умудрявшегося продавать «на ночь» свою жену даже после громкого успеха «Глубокой глотки», проблемы с алкоголем и наркотиками, сексуальные домогательства медиамагнатов, политиков и работников порноиндустрии.

## В ролях
| Актёр           | Роль            |
| --------------- | --------------- |
| Аманда Сейфрид  | Линда Лавлейс   |
| Питер Сарсгаард | Чак Трейнор     |
| Шэрон Стоун     | Дороти Бормэн   |
| Роберт Патрик   | Джон Бормэн     |
| Джуно Темпл     | Патси           |
| Крис Нот        | Энтони Романо   |
| Бобби Каннавале | Бутчи Перайно   |
| Хэнк Азариа     | Джерри Дамиано  |
| Адам Броди      | Харри Римс      |
| Хлоя Севиньи    | Ребекка         |
| Джеймс Франко   | Хью Хефнер      |
| Деби Мейзар     | Долли Шарп      |
| Уэс Бентли      | Томас, фотограф |
| Эрик Робертс    | Нэт Лауренди    |

До окончательного согласования, на роль Линды Лавлейс предполагались Линдси Лохан и Кейт Хадсон.